# Exocentrus freyi
Exocentrus freyi är en skalbaggsart som beskrevs av Stefan von Breuning 1955. Exocentrus freyi ingår i släktet Exocentrus och familjen långhorningar.
Artens utbredningsområde är:
- Angola.
- Botswana.
- Ghana.

Inga underarter finns listade i Catalogue of Life.